# Timásio

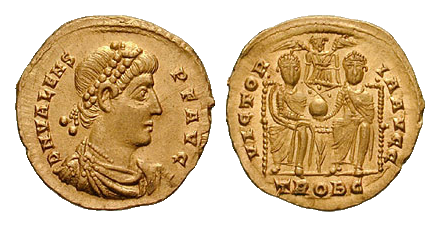
Soldo de Valente r.

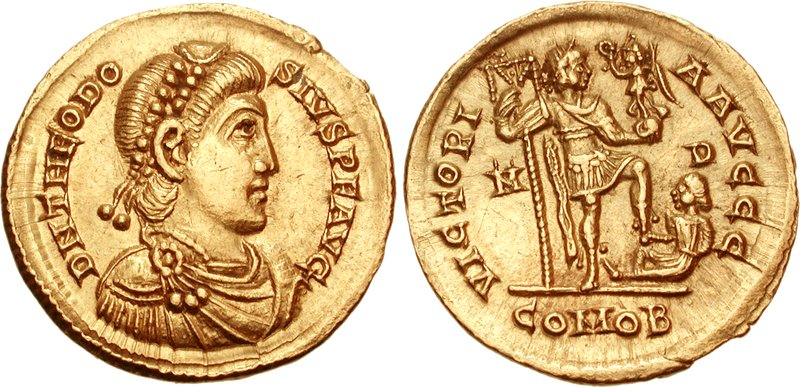
Soldo de r.

Flávio Timásio (em latim: Flavius Timasius; m. 396) foi um general do Império Romano e parente da imperatriz Élia Flacila, esposa do imperador Teodósio I (r. 379–395). Timásio teve uma esposa chamada Pentádia e um filho chamado Siágrio.

## Biografia
Timásio iniciou sua carreira como um oficial a serviço do imperador Valente (r. 364–378). Ele sobreviveu à desastrosa Batalha de Adrianópolis de 9 de agosto de 378 na qual Valente morreu. Teodósio I nomeou-o como mestre da cavalaria em 386 e mestre da infantaria em 388. Entre 386–395 foi mestre dos soldados na presença. e em 389 tornou-se cônsul com Promoto. Em 391, seguiu Teodósio numa campanha contra os bárbaros na Macedônia. No mesmo ano, Teodósio estava perto de aniquilar algumas unidades bárbaras que estavam escondidas em território romano quando Timásio contou-lhe que as tropas precisavam de comida e descanso; os soldados romanos, enquanto descansavam, foram pegos de surpresa e até mesmo Teodósio foi quase feito prisioneiro.
Quando Teodósio retornou para Constantinopla, houve um atrito entre Timásio e seu colega Promoto com o poderoso Rufino; Teodósio ficou do lado de Rufino e providenciou a morte de Promoto. Timásio lutou na Batalha do rio Frígido em 394 contra o usurpador Eugênio como mestre dos soldados das tropas romanas, mas com a colaboração de Estilicão. Após a vitória, retornou para o Oriente. Em 395, Teodósio morreu e seu filho Arcádio (r. 395–408) sucedeu-o no trono oriental. No ano seguinte, Timásio foi vítima de um expurgo dos generais de Teodósio orquestrado pelo poderoso eunuco Eutrópio para se livrar de potenciais oponentes.
Eutrópio forçou Bargo, um vendedor de salsichas siríaco trazido por Timásio de Sardes e que posteriormente foi feito tribuno do Oriente, a acusá-lo de alta traição. Como resultado, Timásio foi levado a julgamento e o juiz Saturnino exilou-o em 396/397 para o Oásis de Carga no deserto da Líbia. Um relatório conflitante relata que Timásio ou era incapaz de fugir do oásis ou, em sua tentativa de fuga, havia sido morto entre as fronteiras da Líbia e Egito.